# Xương hàm dưới
Xương hàm dưới (tên Latin mandibula) là xương thấp nhất, lớn nhất, khỏe nhất ở mặt. Xương hàm dưới có thể cử động được, và là xương duy nhất của hộp sọ có thể cử động được. Xương tạo thành hàm dưới và làm chỗ giữ các chân răng. Trên đường giữa ở mặt trước của xương hàm dưới có một rãnh mờ, là di tích của khớp xương hàm dưới, nơi mà hai xương trái và phải khớp nhau trong thời kỳ tạo xương hàm dưới. Giống như các symphyses trong cơ thể, tại rãnh giữa này hình thành sụn xơ và gắn với nhau trong thời thơ ấu.

## Cấu trúc

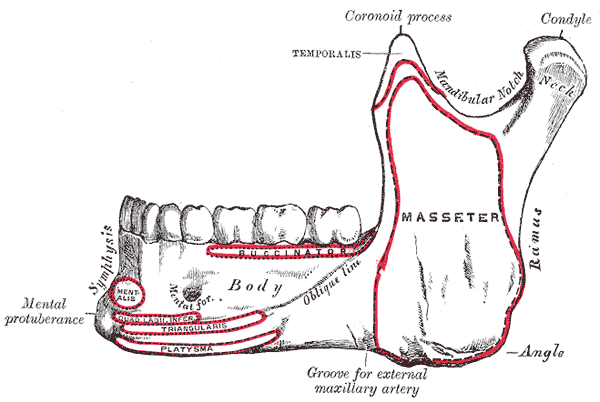
Mặt ngoài xương hàm dưới

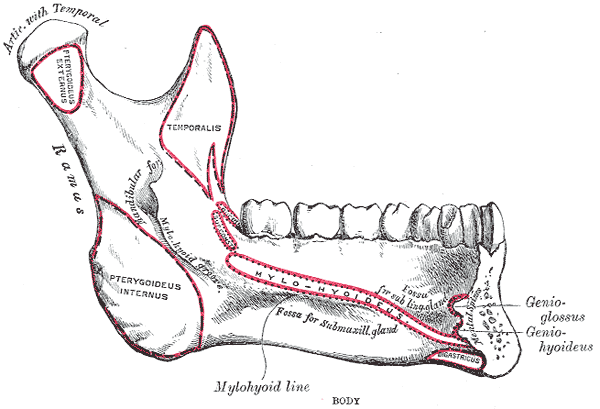
Mặt trong xương hàm dưới

Xương hàm dưới bao gồm các phần sau:
- Phần ngang có hình dạng uốn cong, là thân.
- Hai phần thẳng đứng, là cành hay ngành xương hàm dưới, nối với phần thân của xương bằng một góc vuông. Góc hợp bởi thân và cành xương hàm dưới có tên là góc hàm.
- Các mỏm huyệt răng làm chỗ cố định cho răng tại phần trên của thân xương hàm dưới.
- Hai mỏm lồi cầu xương hàm dưới là phần đi lên trên và ra sau của cành xương hàm dưới đến ăn khớp với xương thái dương tại khớp thái dương hàm dưới.
- Hai mỏm vẹt xương hàm dưới là phần đi lên và ra trước của cành xương hàm dưới làm chỗ bám cho các cơ thái dương.

Xương hàm dưới khớp với hai xương thái dương tại khớp thái dương hàm dưới.

### Lỗ hàm dưới
- Lỗ hàm dưới bao gồm 2 lỗ, nằm ở mặt sau của xương hàm dưới, phía trên góc hàm và nằm giữa ngành hàm.
- Lỗ cằm, bao gồm hai lỗ, nằm ở bên ngoài lồi cằm trên thân xương hàm dưới, và thường nằm trong chân răng tiền cối thứ nhất và thứ hai. Trong quá trình phát triển xương hàm dưới ở trẻ em, hướng của lỗ cằm thay đổi từ mặt trước sang mặt sau trên. Lỗ cằm là nơi thần kinh cằm và các mạch máu đi vào kênh xương hàm dưới.[3]

### Thần kinh
Thần kinh huyệt răng dưới, nhánh đi tới xương hàm dưới của thần kinh tam thoa (V), đi vào lỗ hàm dưới và chạy ra trước trong kênh xương hàm dưới, nhận cảm giác từ răng. Tại lỗ hàm, thần kinh chi làm hai nhánh tận: nhánh xuyên và nhánh cằm. Nhánh xuyên chạy ra phía trước trong xương hàm dưới và cảm giác cho vùng răng trước. Thần kinh hàm đi ra khỏi lỗ hàm và cảm giác cho môi dưới.
Trong một số trường hợp hiếm, thần kinh huyệt răng dưới có thể tách đôi, đi cùng với sự hiện diện của lỗ hàm dưới thứ hai nằm về phía trong, và thể hiện trên phim XQuang là một ống hàm dưới đôi.

### Phát triển
Quá trình cốt hóa xương hàm dưới diễn ra khi chất xương được bồi đắp trong màng sợi bao phủ bên ngoài sụn Meckel. Những sụn này tạo thành phần sụn của cung xương hàm phải và trái.